# چاکابوکو
چاکابوکو (به اسپانیایی: Chacabuco) شهری در کشور آرژانتین، استان بوئنوس آیرس است که در سال ۲۰۰۹ میلادی، حدود ۳۴٬۹۵۸ نفر جمعیت داشته است.